# 막시밀리안 1세 폰 바이에른 선제후

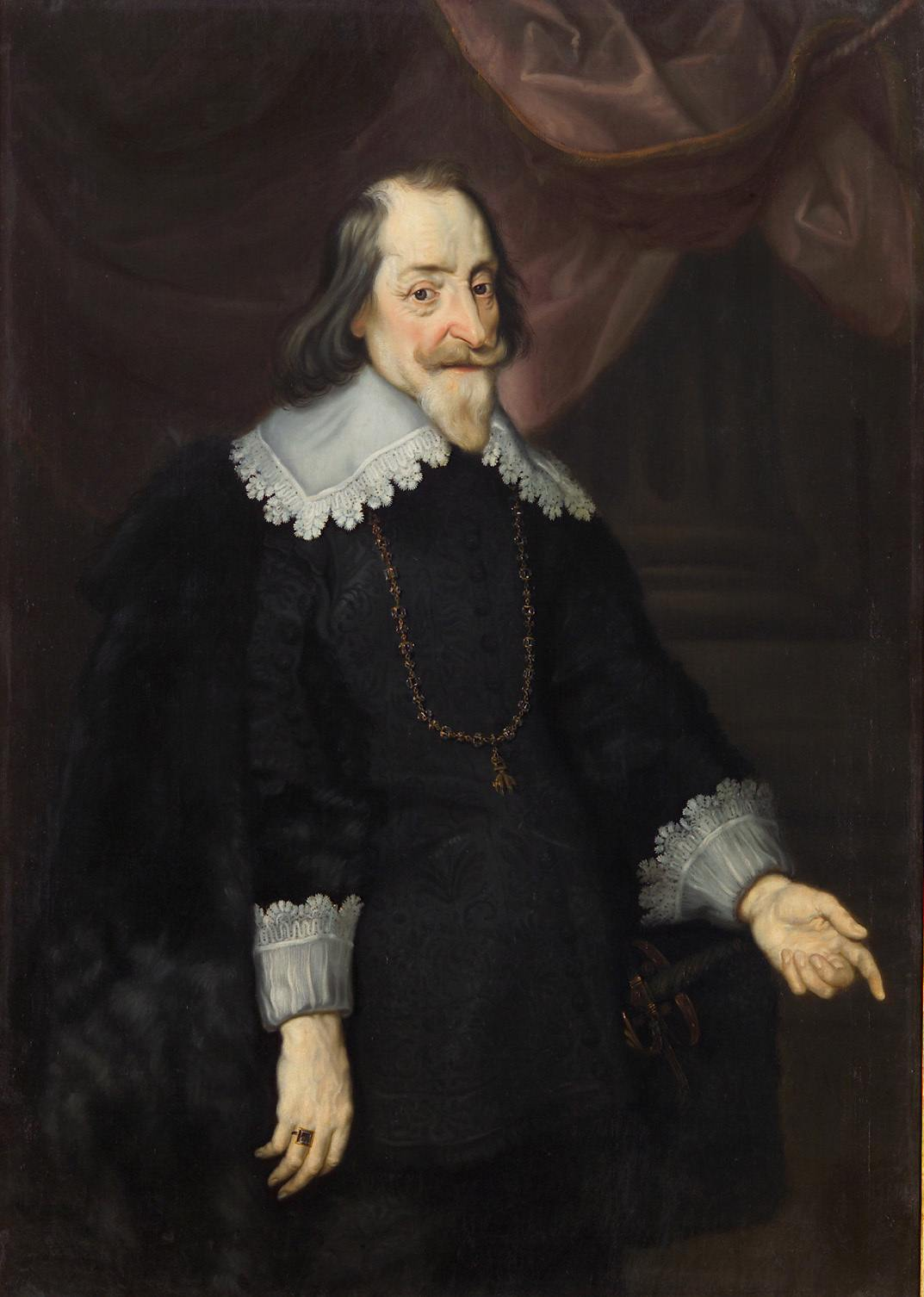
막시밀리안 1세

막시밀리안 1세(Maximilian I, 1573년 ~ 1651년)는 바이에른 공작(Herzog von Bayern, 1597년 ~ 1651년)이자 바이에른 선제후(Elector of Bayern, 1623년 ~ 1651년)이다.
1597년 바이에른 공국을 계승하였다. 이후 독일에 있어서의 반종교개혁 운동의 선두에 서고 1609년 프로테스탄트 제후동맹에 대항해서 가톨릭 제후연맹을 결성하여, 그 지도자가 되었다.
30년전쟁 발발(1618) 후, 황제 페르디난트 2세를 도와 1620년 바이센베르크 싸움에서 궁정백 프리드리히 5세에게 인솔된 반란군을 격파하고, 1623년 팔츠 선제후의 자리와 오버팔츠를 획득하였다. 황제가 발렌슈타인을 기용한 후는, 황제권력의 강대화를 두려워하여 1630년 황제에게 압력을 가하여 그를 파면시키고 자신의 지도적 지위 회복을 기도하였다. 스웨덴, 프랑스와의 전쟁에서 불리한 형세에 놓이자, 1647년 울름에서 단독으로 강화하였다.